# Zlatan Ljubijankič
Zlatan Ljubijankič (* 15. Dezember 1983 in Ljubljana, SFR Jugoslawien) ist ein ehemaliger slowenischer Fußballspieler.

## Karriere

### Verein
Ljubijankič erlernte das Fußball-ABC in seinem Heimatort bei Slovan Ljubljana. Später wechselte er in den Nachwuchsbereich des Erstligavereins NK Domžale, wo er dann auch 2002 in den Profikader stieß. 2005 und 2006 feierte er mit dem Team die Vizemeisterschaft, ehe man zur Saison 2006/07 erstmals in der Vereinsgeschichte die nationale Meisterschaft gewinnen konnte. Durch diesen Erfolg konnte sich Ljubijankič auch erstmals auf internationaler Bühne beweisen. In der gleichen Spielzeit erhielt er zudem die Auszeichnung als Fußballer des Jahres in der slowenischen Liga. 2007/08 stand das Team wieder auf Meisterschaftskurs, doch der Angreifer verabschiedete sich noch vor Saisonende und wechselte ins Ausland zum belgischen Team KAA Gent. Dort kam er am 10. Februar 2008 zu seinem Debüt in der Jupiler Pro League. Nachdem Ljubijankič im ersten halben Jahr nur zu Kurzeinsätzen kam und ohne Torerfolg blieb, verlief es im Jahr darauf besser. Nun stand er öfter in der Startformation und konnte am 1. Spieltag der Spielzeit 2008/09 seinen ersten Treffer für das neue Team erzielen. Bis zum Saisonende folgten acht weitere Tore. Wegen einer Knöchelverletzung in der Hinrunde musste er zwischenzeitlich pausieren. 2010 feierte der Mittelstürmer seinen ersten Titel mit Gent, als man den Beker van België gewinnen konnte. Im Finalspiel gegen Cercle Brügge musste der Slowene bis zur 72. Minute warten, ehe er beim Stand von 1:0 für Yassine el Ghanassy eingewechselt wurde. Die Begegnung wurde 3:0 für Gent entschieden. In der Liga schaffte man den Einzug in die Meisterschaftsrunde, ohne diese aber zu gewinnen.
Nach acht Jahren als Fußballer in Japan beendete Ljubijankič 2019 seine Karriere bei seinem Heimatverein Slovan Ljubljana.

### Nationalmannschaft
Ab 2006 gehört Ljubijankič regelmäßig zum Kader der slowenischen Nationalmannschaft. Zu seinem ersten Torerfolg im Dress seines Landes kam der Stürmer am 28. Februar 2006 in einem Freundschaftsspiel gegen die Auswahl Zyperns. Es war zudem der einzige Treffer des Tages, so dass Ljubijankič Team mit 1:0 gewann. Im Mai 2010 nominierte ihn Nationaltrainer Matjaž Kek für den Kader zur Weltmeisterschaft 2010 in Südafrika, nachdem sich das Team über Gruppenphase und Relegation qualifiziert hatte. In den zehn entscheidenden Spielen zur Qualifikation wurde Ljubijankič sieben Mal eingesetzt, wobei er aber nur einmal in der Startelf stand. Mit insgesamt zwei Treffer war er zusammen mit Valter Birsa, Robert Koren und Zlatko Dedič zweitbester Schütze hinter Milivoje Novakovič. Im zweiten Gruppenspiel gegen die USA erzielte er das 2:0, die Partie endete mit einem 2:2-Unentschieden.

## Erfolge

### Verein
Urawa Red Diamonds
- AFC-Champions-League-Sieger: 2017
- Japanischer Ligapokalsieger: 2016
- Japanischer Pokalsieger: 2018

NK Domžale
- Slowenische Meisterschaft: 2006/07, 2007/08
- Slowenischer Supercup: 2007

KAA Gent
- Belgischer Pokalsieger: 2009/10

## Auszeichnungen
Slovenska Nogometna Liga
- Fußballer des Jahres: 2006/07